# Sericosoma pubipes
Sericosoma pubipes är en tvåvingeart som beskrevs av Edwards 1937. Sericosoma pubipes ingår i släktet Sericosoma och familjen svävflugor. Inga underarter finns listade i Catalogue of Life.